# ALMA Award
O American Latino Media Arts Award, ou ALMA Award (em português, Prêmio de Artes e Mídia da América Latina) é uma premiação que destaca os melhores artistas de música, televisão e cinema dos Estados Unidos e da América Latina. Atualmente, a cerimônia é exibida na rede de televisão paga estadunidense MSNBC.

## Cerimônias das premiações
| Ano  | Data                   | Cidade       | Apresentador(es)               |
| ---- | ---------------------- | ------------ | ------------------------------ |
| 1995 | 9 de Dezembro 1995     | Los Angeles  | Jimmy Smits Jennifer Lopez     |
| 1996 | 14 de Dezembro de 1996 | Los Angeles  | Cheech Marin Giselle Fernandez |
| 1998 | 19 de Abril de 1998    | Pasadena     | Jimmy Smits Daisy Fuentes      |
| 1999 | 11 de Abril de 1999    | Pasadena     | Benjamin Bratt                 |
| 2000 | 15 de Abril de 2000    | Pasadena     | Paul Rodriguez                 |
| 2001 | 22 de Abril de 2001    | Pasadena     | None                           |
| 2002 | 18 de Maio de 2002     | Los Angeles  | Paul Rodriguez                 |
| 2006 | 7 de Maio de 2006      | Los Angeles  | Eva Longoria                   |
| 2007 | 1 de Junho de 2007     | Pasadena     | Eva Longoria                   |
| 2008 | 17 de Agosto de 2008   | Los Angeles  | Eva Longoria                   |
| 2009 | 17 de Setembro de 2009 | Los Angeles  | George Lopez Eva Longoria      |
| 2011 | 10 de Setembro de 2011 | Santa Monica | George Lopez Eva Longoria      |
| 2012 | 16 de Setembro de 2012 | Pasadena     | George Lopez Eva Longoria      |
| 2013 | 27 de Setembro de 2013 | Pasadena     | Eva Longoria Mario Lopez       |